# José Martins Pinheiro Neto
José Martins Pinheiro Neto (J.M. Pinheiro Neto), KBE (São Paulo, 21 de agosto de 1917 — São Paulo, 21 de setembro de 2005) foi um jornalista e advogado brasileiro, formado pela Faculdade de Direito da Universidade de São Paulo. Ele fundou o Pinheiro Neto Advogados, uma das maiores firmas de advocacia da América Latina[1], que atualmente possui escritórios em São Paulo, Rio de Janeiro, Brasília, Palo Alto e Tóquio.
Conhecido por ser pontual, determinado e visionário, o advogado ainda é lembrado pela postura ética sem igual e seu jeito educado e objetivo de exercer a profissão. Para a comunidade jurídica, deixou um grande legado: ao fundar seu escritório, trouxe o formato advogado-firma para o Brasil, que até então era uma profissão individual.
A maneira com que conduziu a firma foi marcada pela dedicação, audácia e olhar para o futuro. J.M. Pinheiro Neto tinha uma visão clara sobre o que considerava ser o papel do advogado dentro do novo modelo de atuação.  Em uma carta a seus sócios, quase 50 anos depois de ter fundado o escritório (em 5 de junho de 1988), ele escreveu: “o esforço somado de todos é o que constitui a firma, que por isso mesmo é maior do que qualquer de nós isoladamente – e, também, maior do que a soma isolada de cada um de nós”.

### Trajetória e construção de um legado
J.M. Pinheiro Neto começou a trabalhar como estagiário no escritório de seu pai, o advogado José Martins Pinheiro Júnior, quando estava no terceiro ano da Faculdade de Direito. 
O advogado foi convidado por Cedric Gibbs, secretário honorário da BBC, a trabalhar na instituição em Londres. O convite foi prontamente aceito, porém na mesma época a Inglaterra declarou guerra às potências do Eixo. Por esse motivo, sua família não concordou com a ida e o impediu de embarcar no navio que sairia de Santos no dia 3 de setembro de 1939.[2]
Audacioso e sonhador, J.M. Pinheiro Neto determinou que iria mesmo assim. No dia 1º de janeiro de 1940, fugiu de casa e foi trabalhar em Londres como correspondente jornalístico na BBC durante a Segunda Guerra Mundial. Acompanhou de perto os bombardeios e o estrago causado pela guerra. Além de escrever crônicas, também atuou como locutor e foi considerado a voz brasileira na Segunda Guerra Mundial. Era pelo olhar dele que as principais notícias chegavam ao Brasil.
Em 1941, o jovem e talentoso advogado retornou ao Brasil. Ele concluiu a faculdade, estagiou no 4° Esquadrão de Cavalaria e casou com Cecília, sua namorada desde 1937, com quem viveu 55 anos e teve três filhos, Fernando Pinheiro, José Martins Pinheiro e Anna Cecília.
Com 25 anos de idade e ainda como correspondente na BBC, em 1942, fundou o escritório de advocacia Pinheiro Neto Advogados, na Rua José Bonifácio (região central de São Paulo). Na época, a firma era composta por ele, um colega, uma secretária e um office-boy. A rotina passou a ser ainda mais intensa, uma vez que precisava administrar o escritório, as finanças e a família.
Por falar alemão, inglês e francês, novas possibilidades de crescimento se abriram para ele. Desde o início empresas estrangeiras formavam uma parcela expressiva da carteira de clientes de Pinheiro Neto Advogados. A firma cresceu de forma orgânica e precisou se transferir para a Rua Maria Paula, onde permaneceu por menos de um ano até se mudar para o edifício do Banco de Boston, na rua Líbero Badaró. Lá o escritório permanceu até se instalar, em novembro de 1964, na Rua Boa Vista.
Em 1º de setembro de 1969, com 106 integrantes, Pinheiro Neto Advogados expandiu suas atividades para o Rio de Janeiro, instalando-se na Avenida Rio Branco – centro financeiro da cidade na época – com três advogados e uma secretária. Os clientes começaram a se multiplicar e, em 1974, a firma inaugurou seu escritório em Brasília.
Como J.M. Pinheiro Neto sempre teve um olhar voltado para o exterior, decidiu abrir um escritório em Londres, em 1978, por meio de uma associação com o advogado e sócio inglês J. Anthony Clare.
Em 1987, J.M. Pinheiro Neto recebeu o título de Comandante Cavaleiro do Império Britânico[3] (Honorary Knight Commander of the British Empire), título que lhe foi concedido pelo mérito de presidir a Câmara Britânica de Comércio e a Sociedade Brasileira de Cultura Inglesa, instituições que sempre incentivou.

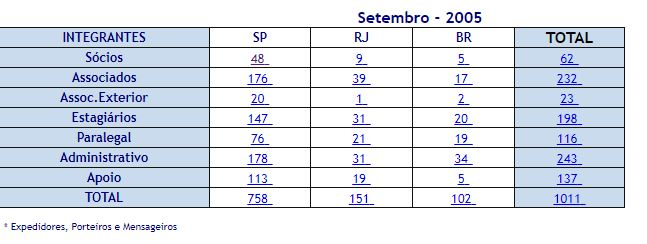
Número de integrantes de Pinheiro Neto Advogados em 2005 quando J.M Pinheiro Neto faleceu.

J.M. Pinheiro Neto faleceu aos 88 anos de idade, momento em que o escritório tinha 62 sócios, cerca de 230 advogados e 200 estagiários, alocados nos escritórios de São Paulo, Rio de Janeiro e Brasília[4]. Em agosto de 2006 o escritório Pinheiro Neto mudou-se para a sua sede atual em São Paulo, à Rua Hungria, antiga sede do ex Banco Santos.

### Reflexo de um visionário
Pinheiro, como era chamado pelos mais próximos, era um homem muito dedicado ao trabalho e todo seu investimento era no escritório. Ele tinha um apreço muito grande pela leitura, sobretudo biografias e autores estrangeiros. Tamanha era sua paixão pela literatura que ele tinha uma biblioteca particular e no escritório[5], que até hoje é um dos maiores acervos jurídicos empresariais do Brasil e conta com 80 mil exemplares de livros e revistas disponíveis para consulta. Quando teve de se afastar do local onde ele passava a maior parte do dia, a decisão não foi tão fácil. Mas teve a visão de se afastar da firma em vida e deixar seus ensinamentos para que os sócios pudessem dar sequência àquilo que ele criou, perpetuando a cultura e os valores que construiu ao longo da carreira.[6] Em 21 de setembro de 2017, J.M. Pinheiro Neto completaria 100 anos de idade, no mesmo ano o escritório comemorava os 75 anos de existência. Mantendo a essência de seu fundador e mostrando cada detalhe dessa história inspiradora, o atual prédio do escritório em São Paulo conta com um memorial em sua homenagem, que possui a réplica da sala onde Pinheiro passava a maior parte do dia. O local encanta a quem passa por guardar cada detalhe da época e por trazer tantas lembranças de um homem que lutou para ter o que chamamos hoje de Pinheiro Neto Advogados.
[1] http://www.pinheironeto.com.br/pages/noticias-detalhes.aspx?noticia=pinheiro-neto-ranked-1-in-latin-america-for-third-consecutive-year
[2] Fonte: J. M. Pinheiro Neto – O Advogado, de Rodrigo Leal Rodrigues, 2004, Green Forest do Brasil Editora, pág. 26.
[3] Fonte: J. M. Pinheiro Neto – O Advogado, de Rodrigo Leal Rodrigues, 2004, Green Forest do Brasil Editora, pág. 52.
[4] Veja imagem com o número de integrantes em 2005.
[5] Fonte: J. M. Pinheiro Neto - O Advogado, de Rodrigo Leal Rodrigues, 2004, Green Forest do Brasil Editora, pág. 153.
[6] Fonte: J. M. Pinheiro Neto - O Advogado, de Rodrigo Leal Rodrigues, 2004, Green Forest do Brasil Editora, pág. 174.